# KV Oostende
Koninklijke Voetbalclub Oostende este un club de fotbal din Oostende, Belgia, care evoluează în Prima Ligă.